# Ferme du Perron
La ferme du Perron est un immeuble classé situé dans le village de Goesnes faisant partie de la commune d'Ohey en Belgique (province de Namur). 

## Localisation
La ferme se situe au no 3 de la rue du Pilori dans le petit village condrusien de Goesnes, au bout d'une voirie d'accès d'une cinquantaine de mètres. La chapelle Saint-Pierre, médiévale, se trouve à l'arrière et au nord de la ferme. Un pilori se dresse à une centaine de mètres au sud de la ferme au carrefour de la rue du Pilori et de la rue du Presbytère.

## Historique
La ferme du Perron est presque entièrement construite en 1687 pour les seigneurs de Warnant-Waha comme l’indique la dalle armoriée du porche d’entrée (côté extérieur). Ensuite le bâtiment est remanié pendant les siècles suivants. 
Cette ferme a été bâtie sur le site d'un château détruit en 1274 au cours de la Guerre de la vache. Seule, la chapelle Saint-Pierre, du XIIe siècle, a été préservée et fait aussi l'objet d'un classement.

## Description
La cour intérieure de cette ferme en U construite en moellons de calcaire du Condroz est accessible par le porche d'entrée placé sous une haute tour carrée de quatre niveaux dominant nettement les autres parties de la ferme. Le portail d'entrée présente des ouvertures extérieure en anse de panier et intérieure en arc en plein cintre. Cette tour-porche est surmontée d'une haute toiture à quatre pans en petites ardoises arrondies qu’ornent deux épis de faîtage. À droite du portail, se situe le corps de logis . À l'est, s'étire une longue aile d'environ 70 mètres constituée d'étables et de remises. À l'ouest,  d'autres étables se succèdent sur une longueur d'environ 35 mètres.

## Classement
La ferme du Perron (façades et toitures), la chapelle Saint-Pierre, rue du Centre, n°56 à Goesnes et l'ensemble formé par cette ferme et les terrains environnants sont repris depuis le 18 mai 1982 sur la liste du patrimoine immobilier classé d'Ohey La ferme est une propriété privée.